# Ceroplastes irregularis
Ceroplastes irregularis är en insektsart som beskrevs av Cockerell 1893. Ceroplastes irregularis ingår i släktet Ceroplastes och familjen skålsköldlöss. Inga underarter finns listade i Catalogue of Life.